# Підварівка
Підва́рівка —  село в Україні, у Великорублівській сільській громаді Полтавського району Полтавської області. Населення становить 9 осіб. До 2020 орган місцевого самоврядування — Козлівщинська сільська рада.

## Географія
Село Підварівка знаходиться на лівому березі річки Ворскла, на протилежному березі - село Михайлівка. Село оточене великим лісовим масивом урочище Коржеві Могили (сосна)

## Історія
12 червня 2020 року, відповідно до розпорядження Кабінету Міністрів України № 721-р «Про визначення адміністративних центрів та затвердження територій територіальних громад Полтавської області», село увійшло до складу Великорублівської сільської громади.
19 липня 2020 року, в результаті адміністративно - територіальної реформи та ліквідації  Котелевського району, село увійшло до складу новоутвореного Полтавського району..

## Населення

### Мова
Розподіл населення за рідною мовою за даними перепису 2001 року:
| Мова       | Кількість | Відсоток |
| ---------- | --------- | -------- |
| українська | 8         | 88.89%   |
| російська  | 1         | 11.11%   |
| Усього     | 9         | 100%     |